# Öhöm
Az öhöm vagy a Hajdúságban ismert nevén slambuc egy klasszikusan egyszerű, a hagyomány szerint betyárétel. 

## Elnevezése
Nevét a szóbeszéd szerint állítólag arról kapta, hogy amikor valakit megkínálnak ezzel az egytál étellel, és megkérdezik tőle, hogy ízlik-e neki, teli szájjal csak azt tudja válaszolni: „Öhöm”!

## Elkészítése
Az öhöm egy ízletes, egyszerű, laktató étel, hagyományosan a szabad ég alatt bográcsban készül krumpliból, húsos szalonnából, lebbencs tésztából, hagymából, pirospaprikával, sóval. A bográcsban megolvasztják a felvágott szalonnát, rajta megpirítják kissé a tésztát és a hagymát. Megpaprikázzák, rádobják a darabolt krumplit, felöntik vízzel. Főzik, ameddig kell, ameddig összeáll.
A hortobágyi pásztorok szerint készítésének kötelezően betartandó szabályai a következők:
- a félig megfőtt krumplira kell tenni a száraztésztát és nem megkavarni;
- amikor elfőtt a leve és zsírosan csillog a tészta, akkor kell néhány óvatos mozdulattal elkeverni
- ezután a bogrács erőteljes oldalirányú riszálásával pontosan 32-szer megforgatni.

Mindenféle ital kiválóan csúszik rá, sőt bőségesen kell is rá inni, mert egy kicsit „nyelős”, innen is származhat az öhöm elnevezés.